# Maxantonia aurantiaca
Maxantonia aurantiaca is een halfvleugelig insect uit de familie schuimcicaden (Cercopidae). De wetenschappelijke naam van deze soort is voor het eerst geldig gepubliceerd in 1979 door Nast.